# Palloncino intragastrico
Il palloncino intragastrico rappresenta una tecnica temporanea per il trattamento dell'obesità. Consiste nell'introduzione di un palloncino nello stomaco che permette al paziente di seguire un regime alimentare ipocalorico grazie ad un rallentamento dello svuotamento gastrico e all'azione di specifici recettori gastrici che intervengono sul centro della sazietà dando un precoce e duraturo senso di pienezza. Il posizionamento e la relativa rimozione del palloncino intragastrico (durata massima di un palloncino: 6 mesi circa) è un intervento che avviene per via endoscopica in blanda sedazione e si ritiene essere una procedura molto sicura con un grado di mortalità dello 0,05% circa.
In genere l'intervento viene adottato prevalentemente per i pazienti che: 
- non sono riusciti ad ottenere e mantenere un dimagrimento significativo pur seguendo programmi dietetici precedenti all'intervento stesso
- sono candidati a interventi di chirurgia bariatrica per i quali il rischio operatorio è troppo elevato. In molti studi scientifici si evidenzia che la riduzione sostanziale del peso nel periodo precedente all'intervento chirurgico riduce significativamente il rischio anestesiologico e chirurgico.

## Classificazione
Esistono due tipi di palloncini intragastrici:
- Bioeneterics Intragastric Ballon (BIB) dove il palloncino è di silicone riempito con acqua fisiologica e di blu di metilene, sostanza colorate che permette di evidenziare una eventuale perdita del palloncino attraverso colorazione di feci o urina.
- Heliosphere Bag dove il palloncino è riempito d'aria e costituito da materiale biocompatibile inerte.

## Periodo post-intervento
Dopo il posizionamento del palloncino il paziente viene sottoposto ad idratazione parenterale. Dal secondo giorno in poi si diminuisce l'idratazione parenterale e si introduce una dieta semiliquida sempre più abbondante fino ad arrivare alla terapia idrica completamente orale. Al momento della dimissione al paziente viene prescritta una cura farmacologica, un'adeguata dieta e viene fortemente invitato a manifestare una partecipazione attiva e ad avere una buona motivazione psicologica. Il paziente viene controllato periodicamente attraverso visite di follow-up. Alcuni tra i consigli post-intervento sono quelli di mangiare regolarmente e lentamente fino a sminuzzare bene il cibo, non cedere ai "fuori pasto" evitando di bere durante i pasti (aspettare almeno un'ora dopo la fine del pasto) soprattutto bevande gassate, acqua compresa.

## Le complicazioni immediate
Subito dopo l'intervento il paziente potrebbe andare incontro a:
- reazioni avverse a sedativi
- crampi addominali
- dolore o irritazione della faringe
- lesioni dell'apparato digerente dell'esofago

## Le complicazioni tardive
Il paziente, nel lungo termine, potrebbe andare incontro a:
- ostruzione intestinale causata dal palloncino stesso
- ostruzione esofagea
- disturbi allo stomaco (nausea e vomito)
- nausea e vomito persistenti
- senso di pesantezza dell'addome
- dolori addominali
- reflusso gastroesofageo

## I requisiti indispensabili del paziente
I pazienti eleggibili sono:
- BMI > 35
- BMI > 30 in associazione con altre patologie legate all'obesità
- richiesta riduzione di peso per ridurre il rischio operatorio che si può presentare con l'intervento di chirurgia bariatrica

## Il paziente non eleggibile
Il posizionamento del palloncino intragastrico viene sconsigliato ai pazienti con:
- pregressa chirurgia addominale
- patologia peptica in corso
- instabilità psicologica
- tossicodipendenza
- ernia iatale > 4–5 cm
- malattia da reflusso gastroesofageo
- epatopatia di grado severo
- cardiopatia
- malattie dell'apparato respiratorio
- infiammazione intestinale cronica